# Dalry
Dalry es una localidad situada en North Ayrshire, Escocia (Reino Unido). Tiene una población estimada, a mediados de 2020, de 5250 habitantes.
Está ubicada al oeste de Escocia, cerca de la costa del fiordo de Clyde (canal del Norte) y al suroeste de la ciudad de Glasgow.